# Хрусти (Равський повіт)
Хрусти (пол. Chrusty) — село в Польщі, у гміні Рава-Мазовецька Равського повіту Лодзинського воєводства.
Населення — 295 осіб (2011).
У 1975-1998 роках село належало до Скерневицького воєводства.

## Демографія
Демографічна структура станом на 31 березня 2011 року:
|          | Загалом | Допрацездатний вік | Працездатний вік | Постпрацездатний вік |
| -------- | ------- | ------------------ | ---------------- | -------------------- |
| Чоловіки | 139     | 24                 | 97               | 18                   |
| Жінки    | 156     | 35                 | 90               | 31                   |
| Разом    | 295     | 59                 | 187              | 49                   |